# (10563) Иждубар
(10563) Иждубар (лат. Izhdubar) — околоземный астероид из группы аполлонов, который пересекает орбиту Земли и принадлежит к спектральному классу Q. Астероид был открыт 19 ноября 1993 года американскими астрономами Кэролин и Юджином Шумейкерами в Паломарской обсерватории и назван в честь древнехалдейского бога Солнца Иждубара.

Орбита астероида Иждубар и его положение в Солнечной системе
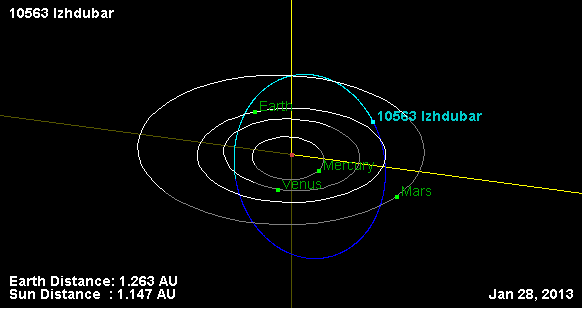
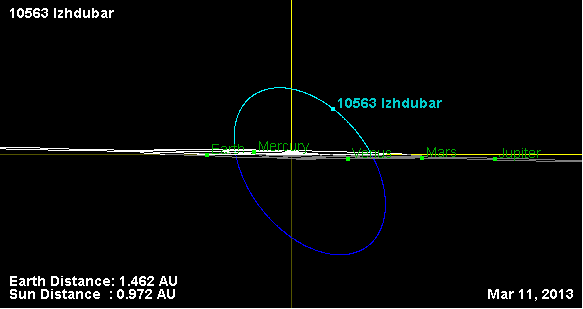
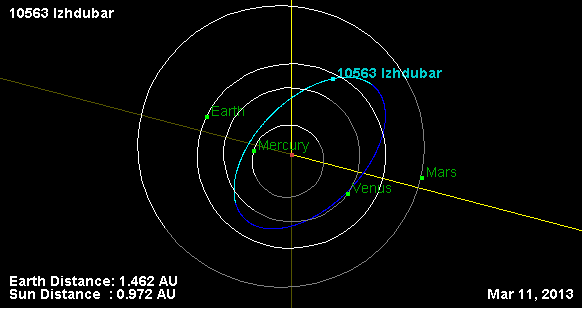